# 麓幸子
麓 幸子（ふもと さちこ、1962年（昭和37年）1月12日 - ）は、日本の著述家、政治活動家、社会福祉士で、元編集者、元日経ウーマン編集長。

## 来歴
秋田県北秋田郡比内町扇田（現在の大館市比内町扇田）生まれ。秋田県立大館鳳鳴高等学校を経て、筑波大学第一学群人文学類（フランス哲学専攻）を卒業。大学卒業後は日経BPに入社し、日経ウーマン編集長、執行役員などを歴任する。のちに法政大学大学院経営学研究科を修了する。また、内閣府、文部科学省、林野庁などの有識者委員や秋田県障害者施策推進審議会委員を務める。
2019年（平成31年）に帰郷し、大館市長選挙に立候補したが、現職の福原淳嗣に敗れた。
選挙後は生まれ育った比内町を共生社会づくりの拠点として「比内ヒルズ」と名づけた。また、社会福祉士として障碍者の就労継続支援事業や高齢者の通所介護事業に参画した。
2023年（令和5年）、大館市長選挙に再び立候補したが、現職の福原に敗れた。
2024年（令和6年）、大館市長福原淳嗣が次期衆議院議員総選挙に出馬するため、市長退任を表明。その後継を決める市長選挙に立候補し、3度目の挑戦となったが、9月1日の投開票で元大館市議会議員の石田健佑に敗れて落選した。

## 著書
- 『地方を変える女性たち』日経BP、2018年。
- 『仕事も人生も自分らしく イマドキ女性管理職の働き方』日経BP、2020年。
- 『会社を強くする　女性活躍の教科書 明日からできる「輝く会社の人材戦略」』日経BPヒット総合研究所、2020年。